# Полиці Пирище
45°37′ пн. ш. 15°25′ сх. д. / 45.62° пн. ш. 15.42° сх. д.
Полиці Пирище (хорв. Police Pirišće) — населений пункт у Хорватії, у Карловацькій жупанії у складі міста Озаль.

## Населення
Населення за даними перепису 2011 року становило 81 осіб.
Динаміка чисельності населення поселення: